# Складне блокування (шахова ідея)
Складне́ блокува́ння — тактична ідея в шаховій композиції. Суть ідеї — блокування чорними тематичного поля біля свого короля використовується білими для атаки шляхом оголошення шаху (мату) чорному королю з перекриттям білої лінійної фігури, яка була включена на це тематичне поле. 

## Історія
Ця ідея почала розроблятись шаховими композиторами на початку ХХ століття.
В рішенні задачі в тематичних варіантах захисту чорні блокують тематичне поле біля свого короля, а білі наступним ходом, використавши це блокування, проводять атаку, внаслідок якої виключається лінійна фігура з цього тематичного поля, яке вона контролювала і яке тепер вже заблоковане чорною фігурою.
Ця ідея дістала назву — складне блокування.
|   | a | b | c | d | e | f | g | h |   |
| 8 | e7 чорна тура · g7 чорний кінь · a5 білий ферзь · f5 білий кінь · f4 чорний король · d3 білий пішак · f3 білий кінь · h3 білий король · h2 чорний кінь · h1 білий слон | e7 чорна тура · g7 чорний кінь · a5 білий ферзь · f5 білий кінь · f4 чорний король · d3 білий пішак · f3 білий кінь · h3 білий король · h2 чорний кінь · h1 білий слон | e7 чорна тура · g7 чорний кінь · a5 білий ферзь · f5 білий кінь · f4 чорний король · d3 білий пішак · f3 білий кінь · h3 білий король · h2 чорний кінь · h1 білий слон | e7 чорна тура · g7 чорний кінь · a5 білий ферзь · f5 білий кінь · f4 чорний король · d3 білий пішак · f3 білий кінь · h3 білий король · h2 чорний кінь · h1 білий слон | e7 чорна тура · g7 чорний кінь · a5 білий ферзь · f5 білий кінь · f4 чорний король · d3 білий пішак · f3 білий кінь · h3 білий король · h2 чорний кінь · h1 білий слон | e7 чорна тура · g7 чорний кінь · a5 білий ферзь · f5 білий кінь · f4 чорний король · d3 білий пішак · f3 білий кінь · h3 білий король · h2 чорний кінь · h1 білий слон | e7 чорна тура · g7 чорний кінь · a5 білий ферзь · f5 білий кінь · f4 чорний король · d3 білий пішак · f3 білий кінь · h3 білий король · h2 чорний кінь · h1 білий слон | e7 чорна тура · g7 чорний кінь · a5 білий ферзь · f5 білий кінь · f4 чорний король · d3 білий пішак · f3 білий кінь · h3 білий король · h2 чорний кінь · h1 білий слон | 8 |
| 7 | e7 чорна тура · g7 чорний кінь · a5 білий ферзь · f5 білий кінь · f4 чорний король · d3 білий пішак · f3 білий кінь · h3 білий король · h2 чорний кінь · h1 білий слон | e7 чорна тура · g7 чорний кінь · a5 білий ферзь · f5 білий кінь · f4 чорний король · d3 білий пішак · f3 білий кінь · h3 білий король · h2 чорний кінь · h1 білий слон | e7 чорна тура · g7 чорний кінь · a5 білий ферзь · f5 білий кінь · f4 чорний король · d3 білий пішак · f3 білий кінь · h3 білий король · h2 чорний кінь · h1 білий слон | e7 чорна тура · g7 чорний кінь · a5 білий ферзь · f5 білий кінь · f4 чорний король · d3 білий пішак · f3 білий кінь · h3 білий король · h2 чорний кінь · h1 білий слон | e7 чорна тура · g7 чорний кінь · a5 білий ферзь · f5 білий кінь · f4 чорний король · d3 білий пішак · f3 білий кінь · h3 білий король · h2 чорний кінь · h1 білий слон | e7 чорна тура · g7 чорний кінь · a5 білий ферзь · f5 білий кінь · f4 чорний король · d3 білий пішак · f3 білий кінь · h3 білий король · h2 чорний кінь · h1 білий слон | e7 чорна тура · g7 чорний кінь · a5 білий ферзь · f5 білий кінь · f4 чорний король · d3 білий пішак · f3 білий кінь · h3 білий король · h2 чорний кінь · h1 білий слон | e7 чорна тура · g7 чорний кінь · a5 білий ферзь · f5 білий кінь · f4 чорний король · d3 білий пішак · f3 білий кінь · h3 білий король · h2 чорний кінь · h1 білий слон | 7 |
| 6 | e7 чорна тура · g7 чорний кінь · a5 білий ферзь · f5 білий кінь · f4 чорний король · d3 білий пішак · f3 білий кінь · h3 білий король · h2 чорний кінь · h1 білий слон | e7 чорна тура · g7 чорний кінь · a5 білий ферзь · f5 білий кінь · f4 чорний король · d3 білий пішак · f3 білий кінь · h3 білий король · h2 чорний кінь · h1 білий слон | e7 чорна тура · g7 чорний кінь · a5 білий ферзь · f5 білий кінь · f4 чорний король · d3 білий пішак · f3 білий кінь · h3 білий король · h2 чорний кінь · h1 білий слон | e7 чорна тура · g7 чорний кінь · a5 білий ферзь · f5 білий кінь · f4 чорний король · d3 білий пішак · f3 білий кінь · h3 білий король · h2 чорний кінь · h1 білий слон | e7 чорна тура · g7 чорний кінь · a5 білий ферзь · f5 білий кінь · f4 чорний король · d3 білий пішак · f3 білий кінь · h3 білий король · h2 чорний кінь · h1 білий слон | e7 чорна тура · g7 чорний кінь · a5 білий ферзь · f5 білий кінь · f4 чорний король · d3 білий пішак · f3 білий кінь · h3 білий король · h2 чорний кінь · h1 білий слон | e7 чорна тура · g7 чорний кінь · a5 білий ферзь · f5 білий кінь · f4 чорний король · d3 білий пішак · f3 білий кінь · h3 білий король · h2 чорний кінь · h1 білий слон | e7 чорна тура · g7 чорний кінь · a5 білий ферзь · f5 білий кінь · f4 чорний король · d3 білий пішак · f3 білий кінь · h3 білий король · h2 чорний кінь · h1 білий слон | 6 |
| 5 | e7 чорна тура · g7 чорний кінь · a5 білий ферзь · f5 білий кінь · f4 чорний король · d3 білий пішак · f3 білий кінь · h3 білий король · h2 чорний кінь · h1 білий слон | e7 чорна тура · g7 чорний кінь · a5 білий ферзь · f5 білий кінь · f4 чорний король · d3 білий пішак · f3 білий кінь · h3 білий король · h2 чорний кінь · h1 білий слон | e7 чорна тура · g7 чорний кінь · a5 білий ферзь · f5 білий кінь · f4 чорний король · d3 білий пішак · f3 білий кінь · h3 білий король · h2 чорний кінь · h1 білий слон | e7 чорна тура · g7 чорний кінь · a5 білий ферзь · f5 білий кінь · f4 чорний король · d3 білий пішак · f3 білий кінь · h3 білий король · h2 чорний кінь · h1 білий слон | e7 чорна тура · g7 чорний кінь · a5 білий ферзь · f5 білий кінь · f4 чорний король · d3 білий пішак · f3 білий кінь · h3 білий король · h2 чорний кінь · h1 білий слон | e7 чорна тура · g7 чорний кінь · a5 білий ферзь · f5 білий кінь · f4 чорний король · d3 білий пішак · f3 білий кінь · h3 білий король · h2 чорний кінь · h1 білий слон | e7 чорна тура · g7 чорний кінь · a5 білий ферзь · f5 білий кінь · f4 чорний король · d3 білий пішак · f3 білий кінь · h3 білий король · h2 чорний кінь · h1 білий слон | e7 чорна тура · g7 чорний кінь · a5 білий ферзь · f5 білий кінь · f4 чорний король · d3 білий пішак · f3 білий кінь · h3 білий король · h2 чорний кінь · h1 білий слон | 5 |
| 4 | e7 чорна тура · g7 чорний кінь · a5 білий ферзь · f5 білий кінь · f4 чорний король · d3 білий пішак · f3 білий кінь · h3 білий король · h2 чорний кінь · h1 білий слон | e7 чорна тура · g7 чорний кінь · a5 білий ферзь · f5 білий кінь · f4 чорний король · d3 білий пішак · f3 білий кінь · h3 білий король · h2 чорний кінь · h1 білий слон | e7 чорна тура · g7 чорний кінь · a5 білий ферзь · f5 білий кінь · f4 чорний король · d3 білий пішак · f3 білий кінь · h3 білий король · h2 чорний кінь · h1 білий слон | e7 чорна тура · g7 чорний кінь · a5 білий ферзь · f5 білий кінь · f4 чорний король · d3 білий пішак · f3 білий кінь · h3 білий король · h2 чорний кінь · h1 білий слон | e7 чорна тура · g7 чорний кінь · a5 білий ферзь · f5 білий кінь · f4 чорний король · d3 білий пішак · f3 білий кінь · h3 білий король · h2 чорний кінь · h1 білий слон | e7 чорна тура · g7 чорний кінь · a5 білий ферзь · f5 білий кінь · f4 чорний король · d3 білий пішак · f3 білий кінь · h3 білий король · h2 чорний кінь · h1 білий слон | e7 чорна тура · g7 чорний кінь · a5 білий ферзь · f5 білий кінь · f4 чорний король · d3 білий пішак · f3 білий кінь · h3 білий король · h2 чорний кінь · h1 білий слон | e7 чорна тура · g7 чорний кінь · a5 білий ферзь · f5 білий кінь · f4 чорний король · d3 білий пішак · f3 білий кінь · h3 білий король · h2 чорний кінь · h1 білий слон | 4 |
| 3 | e7 чорна тура · g7 чорний кінь · a5 білий ферзь · f5 білий кінь · f4 чорний король · d3 білий пішак · f3 білий кінь · h3 білий король · h2 чорний кінь · h1 білий слон | e7 чорна тура · g7 чорний кінь · a5 білий ферзь · f5 білий кінь · f4 чорний король · d3 білий пішак · f3 білий кінь · h3 білий король · h2 чорний кінь · h1 білий слон | e7 чорна тура · g7 чорний кінь · a5 білий ферзь · f5 білий кінь · f4 чорний король · d3 білий пішак · f3 білий кінь · h3 білий король · h2 чорний кінь · h1 білий слон | e7 чорна тура · g7 чорний кінь · a5 білий ферзь · f5 білий кінь · f4 чорний король · d3 білий пішак · f3 білий кінь · h3 білий король · h2 чорний кінь · h1 білий слон | e7 чорна тура · g7 чорний кінь · a5 білий ферзь · f5 білий кінь · f4 чорний король · d3 білий пішак · f3 білий кінь · h3 білий король · h2 чорний кінь · h1 білий слон | e7 чорна тура · g7 чорний кінь · a5 білий ферзь · f5 білий кінь · f4 чорний король · d3 білий пішак · f3 білий кінь · h3 білий король · h2 чорний кінь · h1 білий слон | e7 чорна тура · g7 чорний кінь · a5 білий ферзь · f5 білий кінь · f4 чорний король · d3 білий пішак · f3 білий кінь · h3 білий король · h2 чорний кінь · h1 білий слон | e7 чорна тура · g7 чорний кінь · a5 білий ферзь · f5 білий кінь · f4 чорний король · d3 білий пішак · f3 білий кінь · h3 білий король · h2 чорний кінь · h1 білий слон | 3 |
| 2 | e7 чорна тура · g7 чорний кінь · a5 білий ферзь · f5 білий кінь · f4 чорний король · d3 білий пішак · f3 білий кінь · h3 білий король · h2 чорний кінь · h1 білий слон | e7 чорна тура · g7 чорний кінь · a5 білий ферзь · f5 білий кінь · f4 чорний король · d3 білий пішак · f3 білий кінь · h3 білий король · h2 чорний кінь · h1 білий слон | e7 чорна тура · g7 чорний кінь · a5 білий ферзь · f5 білий кінь · f4 чорний король · d3 білий пішак · f3 білий кінь · h3 білий король · h2 чорний кінь · h1 білий слон | e7 чорна тура · g7 чорний кінь · a5 білий ферзь · f5 білий кінь · f4 чорний король · d3 білий пішак · f3 білий кінь · h3 білий король · h2 чорний кінь · h1 білий слон | e7 чорна тура · g7 чорний кінь · a5 білий ферзь · f5 білий кінь · f4 чорний король · d3 білий пішак · f3 білий кінь · h3 білий король · h2 чорний кінь · h1 білий слон | e7 чорна тура · g7 чорний кінь · a5 білий ферзь · f5 білий кінь · f4 чорний король · d3 білий пішак · f3 білий кінь · h3 білий король · h2 чорний кінь · h1 білий слон | e7 чорна тура · g7 чорний кінь · a5 білий ферзь · f5 білий кінь · f4 чорний король · d3 білий пішак · f3 білий кінь · h3 білий король · h2 чорний кінь · h1 білий слон | e7 чорна тура · g7 чорний кінь · a5 білий ферзь · f5 білий кінь · f4 чорний король · d3 білий пішак · f3 білий кінь · h3 білий король · h2 чорний кінь · h1 білий слон | 2 |
| 1 | e7 чорна тура · g7 чорний кінь · a5 білий ферзь · f5 білий кінь · f4 чорний король · d3 білий пішак · f3 білий кінь · h3 білий король · h2 чорний кінь · h1 білий слон | e7 чорна тура · g7 чорний кінь · a5 білий ферзь · f5 білий кінь · f4 чорний король · d3 білий пішак · f3 білий кінь · h3 білий король · h2 чорний кінь · h1 білий слон | e7 чорна тура · g7 чорний кінь · a5 білий ферзь · f5 білий кінь · f4 чорний король · d3 білий пішак · f3 білий кінь · h3 білий король · h2 чорний кінь · h1 білий слон | e7 чорна тура · g7 чорний кінь · a5 білий ферзь · f5 білий кінь · f4 чорний король · d3 білий пішак · f3 білий кінь · h3 білий король · h2 чорний кінь · h1 білий слон | e7 чорна тура · g7 чорний кінь · a5 білий ферзь · f5 білий кінь · f4 чорний король · d3 білий пішак · f3 білий кінь · h3 білий король · h2 чорний кінь · h1 білий слон | e7 чорна тура · g7 чорний кінь · a5 білий ферзь · f5 білий кінь · f4 чорний король · d3 білий пішак · f3 білий кінь · h3 білий король · h2 чорний кінь · h1 білий слон | e7 чорна тура · g7 чорний кінь · a5 білий ферзь · f5 білий кінь · f4 чорний король · d3 білий пішак · f3 білий кінь · h3 білий король · h2 чорний кінь · h1 білий слон | e7 чорна тура · g7 чорний кінь · a5 білий ферзь · f5 білий кінь · f4 чорний король · d3 білий пішак · f3 білий кінь · h3 білий король · h2 чорний кінь · h1 білий слон | 1 |
|   | a | b | c | d | e | f | g | h |   |

1. Se3! ~ 2. Dg5#
1. ... Sf5  2. Sd5#
1. ... S:f3 2. Sg2#